# 척후장갑차

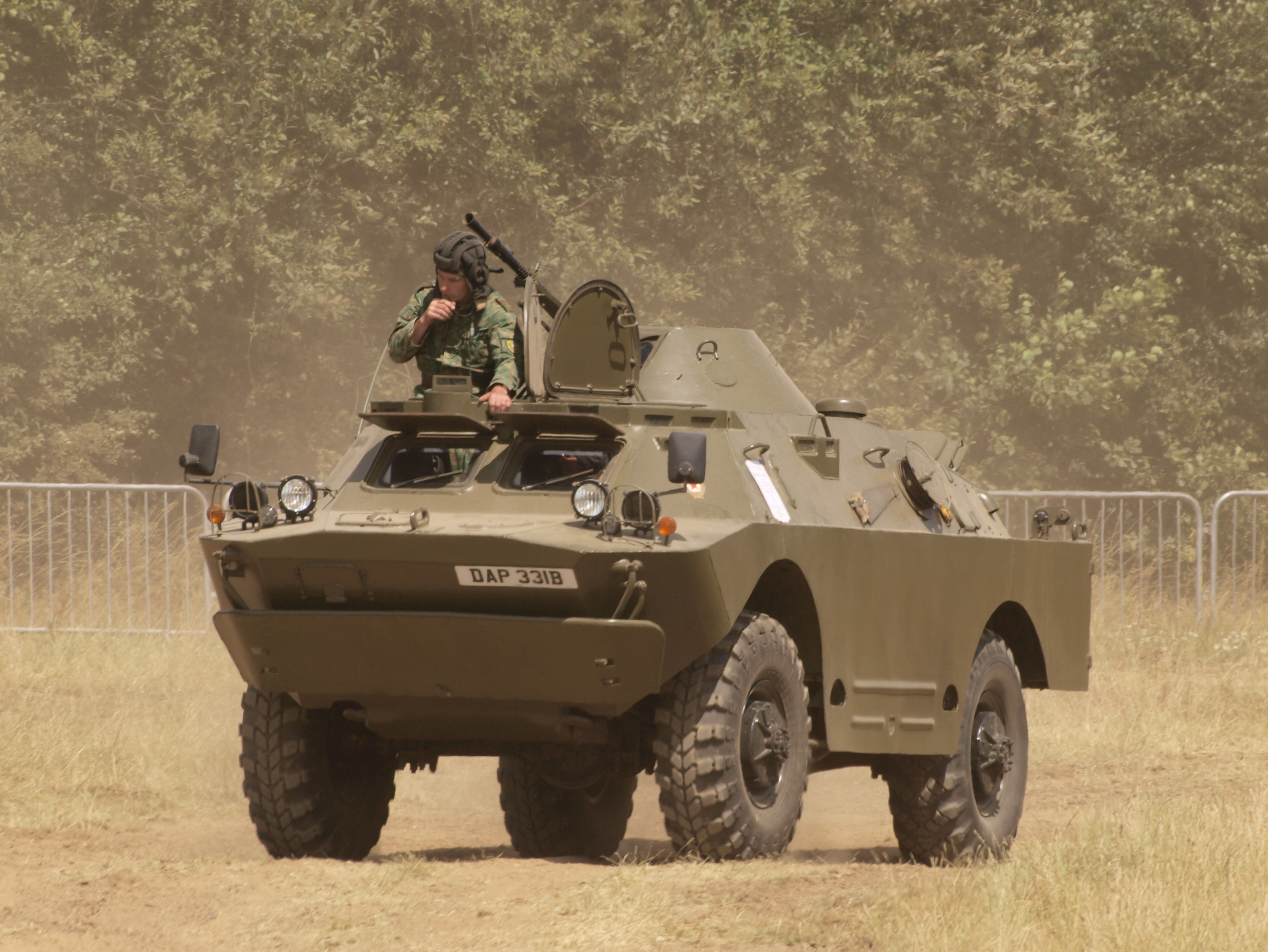
BRDM-2.

척후장갑차(scout cat)는 수동적 수색정찰 용도의 경장갑 장갑차다. 비무장 또는 자위용 경무장만 하며, 대구경 무기는 탑재하지 않는다. 척후장갑차는 적에게 들키지 않고 정탐하는 용도로만 제한적 운용되며, 유사시 적과의 전투를 상정할 경우에는 보다 중무장한 수색장갑차를 사용한다.

## 같이 보기
- 수색장갑차